# 弥生町 (西尾市)
弥生町（やよいちょう）は、愛知県西尾市の地名。

## 歴史

### 町名の由来
旧称は「裏町」だったが、イメージ刷新を目的として改称された。

### 人口の変遷
国勢調査による人口および世帯数の推移。
| 1995年（平成7年）  | 47世帯 130人 |  |
| 2000年（平成12年） | 41世帯 100人 |  |
| 2005年（平成17年） | 46世帯 111人 |  |
| 2010年（平成22年） | 42世帯 113人 |  |
| 2015年（平成27年） | 45世帯 114人 |  |
| 2020年（令和2年）  | 42世帯 114人 |  |

### 沿革
- 江戸時代 - 西尾城下の裏町として所在[2]。
- 1876年（明治9年） - 西尾裏町となる[2]。
- 1889年（明治22年） - 町制施行により、西尾町裏町となる[2]。
- 1953年（昭和28年） - 市制施行により、西尾市裏町となる[2]。
- 1954年（昭和29年） - 西尾市裏町を改称し、同市弥生町となる[1]。

### WEB
1. ↑  “愛知県西尾市の町丁・字一覧”.   人口統計ラボ. 2023年12月31日閲覧。
2. 1 2  総務省統計局 (2022年2月10日). “令和2年国勢調査の調査結果(e-Stat) - 男女別人口，外国人人口及び世帯数－町丁・字等” (CSV). 2023年8月2日閲覧。
3. ↑  “読み仮名データの促音・拗音を小書きで表記するもの(zip形式) 愛知県” (zip).   日本郵便 (2024年2月29日). 2024年3月26日閲覧。
4. ↑  “市外局番の一覧” (PDF).   総務省 (2022年3月1日). 2022年3月22日閲覧。
5. ↑  “ナンバープレートについて”.   一般社団法人愛知県自動車会議所. 2024年1月21日閲覧。
6. ↑  総務省統計局 (2014年3月28日). “平成7年国勢調査の調査結果(e-Stat) - 男女別人口及び世帯数 －町丁・字等” (CSV). 2021年7月20日閲覧。
7. ↑  総務省統計局 (2014年5月30日). “平成12年国勢調査の調査結果(e-Stat) - 男女別人口及び世帯数 －町丁・字等” (CSV). 2021年7月20日閲覧。
8. ↑  総務省統計局 (2014年6月27日). “平成17年国勢調査の調査結果(e-Stat) - 男女別人口及び世帯数 －町丁・字等” (CSV). 2021年7月21日閲覧。
9. ↑  総務省統計局 (2012年1月20日). “平成22年国勢調査の調査結果(e-Stat) - 男女別人口及び世帯数 －町丁・字等” (CSV). 2021年7月21日閲覧。
10. ↑  総務省統計局 (2017年1月27日). “平成27年国勢調査の調査結果(e-Stat) - 男女別人口及び世帯数 －町丁・字等” (CSV). 2021年7月21日閲覧。

### 書籍
1. 1 2  「角川日本地名大辞典」編纂委員会 1989, p. 1382.
2. 1 2 3 4  「角川日本地名大辞典」編纂委員会 1989, p. 237.